# Roggia Carona
La Carona Magistrale è una roggia che scorre in provincia di Pavia.

## Percorso
La Carona nasce da un fontanile nei pressi di Zibido San Giacomo, in località Tavernasco, da qui la roggia Carona Magistrale scorre fino a Binasco dove a valle della località Mulino Nuovo riceve le acque della Canale Ticinello che proviene da Binasco.
Arriva fino a Pavia irrigando un vasto comprensorio agricolo. Nei tempi antichi la Carona Magistrale difendeva le mura orientali di Pavia, prima di gettarsi nel Ticino; lungo il suo percorso alimentava molti mulini.

## Storia
A Pavia vi erano due Carone una era la Carona Magistrale che lambiva i fossati delle mura e una Carona Interna che si originava dal Navigliaccio, questa Carona Interna aveva il compito più impegnativo quello di penetrare nelle mura di Pavia da un bocchello detto della villetta che era presso il bastione di Santo Stefano dove oggi ha nome di "La Rotonda" viale Nazario Sauro, una volta penetrata in città alimentava moltissimi mulini e vari canali irrigui, ortaglie, folle da panni. Nell'epoca in cui iniziò lo sviluppo industriale alimentava varie industrie pavesi e molti laboratori artigianali.
Le sue acque, passando in un cunicolo sotterraneo, venivano captate da una botola per pulire alcune vie cittadine, potevano essere utilizzate per lavarsi o rinfrescarsi. In corso Vittorio Emanuele, oggi corso Strada Nuova, quando nevicava le sue acque ripulivano la neve sul corso; venivano posizionate passerelle all'altezza di ogni via traversa, per aiutare i pedoni ad attraversare il corso in modo da non entrare nelle acque della Carona. A Pavia vi era una contrada detta dei Mulini, che era attraversata dalla Roggia; oggi si chiama via dei Mulini, tra corso Cavour e via Bernardino da Feltre: in quel tratto vi erano 20 ruote idrauliche con vari salti d'acqua.